# Liste der Kulturdenkmäler in Ilbesheim (Donnersbergkreis)
In der Liste der Kulturdenkmäler in Ilbesheim sind alle Kulturdenkmäler der rheinland-pfälzischen Ortsgemeinde Ilbesheim aufgeführt. Grundlage ist die Denkmalliste des Landes Rheinland-Pfalz (Stand: 27. November 2018).

## Denkmalzonen
| Bezeichnung                    | Lage                | Baujahr  | Beschreibung                                                                                 | Bild |
| ------------------------------ | ------------------- | -------- | -------------------------------------------------------------------------------------------- | ---- |
| Denkmalzone Jüdischer Friedhof | Friedhofstraße Lage | vor 1841 | vor 1841 angelegt mit Bruchsteinmauer im Norden, drei Grabsteine bezeichnet 1841, 1850, 1869 | BW   |

## Einzeldenkmäler
| Bezeichnung             | Lage                                                       | Baujahr                 | Beschreibung | Bild            |
| ----------------------- | ---------------------------------------------------------- | ----------------------- | --- | --------------- |
| Hofanlage               | Gauersheimer Straße 18 Lage                                | um 1850                 | stattlicher Vierseithof mit Toranlage, um 1850; siebenachsiges Wohnhaus, 1850/52, Scheune bezeichnet 1848, Stalltrakt, Schuppen und Speicher                                                                     | BW              |
| Protestantische Kirche  | Hauptstraße 19 Lage                                        | um 1100                 | romanischer Westturm, um 1100, Schieferaufsatz und Spitzhelm 1958; klassizistischer Saalbau, bezeichnet 1790, Architekt G. Guvillet; mit Ausstattung; an der Außenwand spätbarocke Grabstele; straßenbildprägend | Fotos hochladen |
| Hofanlage               | Hauptstraße 21 Lage                                        | 18. und 19. Jahrhundert | Vierseithof, 18. und 19. Jahrhundert; spätbarockes Wohnhaus, zweite Hälfte des 18. Jahrhunderts, Toranlage bezeichnet 1778, Wirtschaftsgebäude 19. Jahrhundert                                                   | BW              |
| Hofanlage               | Hauptstraße 24 Lage                                        | 1817                    | Vierseithof; Wohnhaus bezeichnet 1817, Torhaus, Scheune; straßenbildprägend | BW              |
| Gasthaus                | Hauptstraße 44 Lage                                        | 1780                    | ehemaliges Gasthaus, spätbarocker Putzbau, teilweise Fachwerk, bezeichnet 1780, Toranlage | BW              |
| Backhaus                | Hauptstraße 45 Lage                                        | um 1700                 | ehemaliges Gemeindebackhaus, kleiner Bau, teilweise Fachwerk, rückwärtig kegelförmiger Backofen, um 1700; ortsbildprägend                                                                                        | BW              |
| Schul- und Gemeindehaus | Hauptstraße 48 Lage                                        | 1858                    | ehemaliges Schul- und Gemeindehaus, heute Bürgerhaus; Putzbau mit eingestelltem Glockenturm, 1858, Schulscheune; ortsbildprägend                                                                                 | BW              |
| Hofanlage               | Hauptstraße 65 Lage                                        | 18. Jahrhundert         | verputztes Wohnhaus, teilweise Fachwerk, im Kern wohl aus dem 18. Jahrhundert, Toranlage aus der Mitte des 18. Jahrhunderts, Backsteinscheune 1931                                                               | BW              |
| Wasserwerk              | südlich von Ilbesheim; Flur Auf der Gauersheimer Höhe Lage | 1913                    | ehemaliges Wasserwerk; mit Sandsteinquadern verblendeter, zinnenbekrönter Wasserbehälter, bezeichnet 1913 | BW              |